# 샹크스
본 문서의 이해를 돕기 위한 비자유 그림이 있습니다. 
링크의 파일을 직접 올려 주세요
샹크스(Red-Haired Shanks, シャンクス)는 일본 만화 및 애니메이션 《원피스》(ONE PIECE)에 나오는 등장인물이다.

## 소개
흰 수염(에드워드 뉴게이트)과 함께 사황에 속하며, 빨간 머리 해적단의 선장이다. 샹크스는 몽키 D. 루피에게 해적왕이라는 꿈을 가지게 한 인물이다. 샹크스는 루피를 구하기 위해 팔 하나를 잃고, 루피에게 밀짚모자를 준다.

## 외모
1. 왼쪽 눈에 마샬 D. 티치가 남긴 흉터가 있다.[3]
2. 붉은 머리이다.
3. 후샤마을에서 떠나기 전에는 밀짚모자를 착용했다. 이 모자는 골 D. 로저의 것으로 밝혀졌다.
4. 루피를 구하다 왼팔을 잃었다.
5. 외모가 상당히 수려하다.
6. 정상전쟁 당시에는 검은 드라큘라 망토와 흡사한 망토와 여러 무늬가 그려진 갈색 바지를 입고 나타났다.

## 능력
샹크스의 능력에 대해선 알려진 바가 없다.
패왕색 패기와 견문색 패기 무장색 패기를 쓴다. 그 패왕색 패기의 위력은 어마어마해서, 샹크스 혼자 흰수염 해적단의 배에 가서 걷기만 했는데도 대부분의 선원들이 패왕색   패기를 이기지 못해 쓰러졌다.

## 인생
과거 광대 버기와 더불어 골 D. 로저의 배의 수습생이었다. 후에 로저가 로그타운에서 처형당하자, 샹크스는 버기와 함께 가자고 권유했으나 버기는 거절하였고, 둘은 서로 다른 곳으로 떠났다.
그 이유는 버기가 샹크스를 죽도록 미워했기 때문. 견습생시절 버기는 타고난 교활함으로 악마의 열매와 보물지도를 얻었다. 버기는 몇억베리나 하는 악마의 열매를 팔고, 보물지도로 보물을 찾으려 했지만, 갑자기 나타난 샹크스로 인해 깜짝 놀라 악마의 열매를 삼켜버리고 보물지도를 바다에 떨어뜨려 버렸다. 그 뒤로 버기는 아직도 샹크스를 미워하고 있다.
세월이 흘러, 후샤 마을에 일시 정착한 샹크스는 해적이 되고 싶다는 소년 몽키 D. 루피를 만나고, 이 과정에서 루피는 우연히 샹크스가 구한 고무고무 열매를 먹게 된다. 후에 대치하게 된 산적 히그마가 루피를 바다에 던지자, 샹크스는 루피를 구하기 위해 뛰어들었고, 그 와중에 샹크스는 해왕류에게 왼팔을 잃게 된다.
후샤 마을을 떠나기 전, 샹크스는 반드시 해적이 되겠다는 루피에게 자신의 밀짚모자를 준다. 루피는 이 밀짚모자를 모티브로 삼아 해적단을 만들고, 샹크스와의 재회를 기대하고 있다. 비록 만화에 많은 등장은 하지 않았지만 매우 많은 명대사, 명장면등이 있으며 매우 많은 팬을 보유하고있다. 나중에 중요한 사건의 중심이 될 것으로 보인다.
성지 마리조아로 가서 세계정부의 정점에서 정부를 이끌고 있는 노인인 '오로성'을 찾아갔는데, 아직 그 이유는 명확하지 않다.

## 전투 상대
- 광대 버기
  - 과거 골 D. 로저가 선장으로 있던 배의 선원 시절 버기와 티격태격하였다. 결과는 중간에 부선장 실버즈 레일리의 개입으로 비김.
- 산적 히그마
  - 어린 루피를 괴롭히는 히그마를 보고 대치한다. 붉은머리 해적단의 부선장 벤 베크만이 일방적으로 자기 부하들을 무찌르자 히그마는 도망간다. (승리)
- 마샬 D. 티치
  - 악마의 열매를 먹기 전의 검은 수염(마샬 D. 티치)과 전투로 눈에 흉터가 생겼다는 말이 흰 수염과의 대화에서 언급된다. 이 전투의 결과는 불명.
- 흰 수염(에드워드 뉴게이트)
  - 삿치를 죽인 티치를 잡으러 간 포트거스 D. 에이스를 저지해 달라고 부탁했지만 흰 수염이 이를 거절하여 한번 합을 겨룬다 이때 작중 처음으로 패왕색 충돌 연출인 구름이 갈라지는 모습이 나왔다. (비김)
- 카이도
  - 흰 수염이 에이스를 구하러 떠난 틈을 타 공격한 카이도와 소규모 접전을 벌이나, 하루만에 마린포드에 도착했는데 많은 사람들이 단기간으로 카이도에게 승리했다고 생각한다. 하지만 사황 싸움에서 그렇게 쉽게 승리 했을리는 없고 만약 이겼다면 그것은 전세계적으로 이슈가 되어야 했을 것이다. 아마 특수한 방법이나 카이도의 동의로 마린포드에 온 것 같다. (불명)
- 아카이누
  - 코비를 죽이려는 아카이누를 막았다. 평상시라면 몰라도 흰 수염과 흰 수염 일당의 접전으로 약해진 아카이누와 계속 싸웠다면 어렵지 않게 이겼을 것이다. 그러나 전쟁 종결을 위해 왔기에 아카이누와 전투를 벌이지는 않았다. (비김)
- 키드 해적단
  - 키드의 말에 의하면, 과거에 자신의 왼손은 빨간머리 해적단과 전투에서 잃게 되었다고 하였다.  이 전투 결과는 불명.
  - 2년후 빅 맘을 쓰러뜨린 후, 자신에게 다시 나타난 키드를 비롯한 키드 해적단을 '카무라키'를 쓰는 동시에 도리 & 브로기와 같이 키드를 비롯한 키드 해적단을 전멸시킨다.(승리)